# 松風理咲
松風 理咲（まつかぜ りさき、2001年〈平成13年〉1月17日 - ）は、日本の女優。
岐阜県出身。スウィートパワー所属（2023年まで）。

## 経歴
中学生の時に下校時にスカウトされたのがきっかけで2015年に芸能界デビュー。最初の仕事は、当時の事務所の先輩である堀北真希とのCM共演だった。
2016年に連続ドラマ『グッドパートナー 無敵の弁護士』でオーディションで選ばれ、主演・竹野内豊の娘役でドラマデビュー。
2017年、映画『トモシビ〜銚子電鉄6.4kmの軌跡〜』で初主演を果たす。
2023年12月31日をもって、所属事務所スウィートパワーとの専属契約を終了。

## 人物
- 趣味はピアノ、音楽鑑賞、読書、野球観戦(オリックス・バファローズのファン)。特技は乗馬、スキー、水泳、英会話、鼓、一輪車[1]。
- 中学2年の夏にアメリカで1ヵ月間ホームステイした[7]。
- 憧れの女優は黒木華[8]。
- 好きな食べ物はイクラともつ[9]。岐阜県に帰るとゴトーヤドルチェ ラコントに行くのが定番となっている[10]。

## 出演
主演のものは太字で表示

### テレビドラマ
- グッドパートナー 無敵の弁護士（2016年4月21日 - 6月16日、テレビ朝日） - 咲坂みずき 役[5]
- &美少女 NEXT GIRL meets Tokyo 第4話（2017年5月18日、フジテレビ / 11月1日、BSフジ） - 主演・城戸摩耶 役
- 先に生まれただけの僕（2017年10月14日 - 12月16日、日本テレビ） - 上野美咲 役[11]
- 深層捜査2〜ドクター大嶋二郎の事件日誌（2017年11月12日、テレビ朝日） - 窪田亜矢 役[12]
- 兄友（2018年3月26日 - 4月16日、毎日放送 / 3月28日 - 4月18日、TBS） - ヒロイン・七瀬まい 役[13]
- グッド・ドクター 第2話 - 最終話（2018年7月19日 - 9月13日、フジテレビ） - 森下伊代　役
- 無用庵隠居修行（BS朝日） - おふみ 役[14]
  - 第3作（2019年9月13日）
  - 第4作（2020年9月22日）
  - 第5作（2021年9月21日）
  - 第6作（2022年9月20日）[15]
  - 第7作（2023年9月28日）[16]
- そろばん侍 風の市兵衛SP〜天空の鷹〜（2020年3月1日、NHK） - 鶴姫 役
- 真夏の少年〜19452020（2020年7月31日 ‐ 9月18日、テレビ朝日） - 山名彩香 役[17]
- ジモトに帰れないワケあり男子の14の事情 第10話（2021年5月29日、ABCテレビ・テレビ朝日） - ヒロイン・小寺カリン 役[18]
- イチケイのカラス 第9話（2021年5月31日、フジテレビ） - 桐島希美 役[19]
- 正直不動産 第1話（2022年4月5日、NHK総合）- 柿沢久美 役[20]
- 我らがパラダイス（2023年1月8日 - 3月12日、NHK BSプレミアム・BS4K） - 細川果菜 役[21]
- 大奥「8代・徳川吉宗×水野祐之進 編」 第9回・第10回（2023年3月7日・14日 、NHK総合） - 徳川宗武 役[22][23]

### 映画
- トモシビ〜銚子電鉄6.4kmの軌跡〜（2017年5月20日） - 主演・椎名杏子 役[6]
- 兄友（2018年5月26日） - ヒロイン・七瀬まい 役[24]
- 生理ちゃん（2019年11月8日） - 米田ひかる 役[25]
- 望み（2020年10月9日） - 飯塚杏奈 役[26]
- かぐや様は告らせたい〜天才たちの恋愛頭脳戦〜ファイナル（2021年8月20日） - 大友京子 役

### バラエティ
- 痛快TV スカッとジャパン 胸キュンスカッと ブスと呼ばないで（2018年4月23日、フジテレビ） - ヒロイン・宮下香恋 役

### 配信ドラマ
- そちらの空は、どんな空ですか（2015年10月、ネスレシアター・YouTube） - リリ 役[27]
- 待ってろ！私の未来 （2016年12月23日 - 2017年1月13日、ネスレシアター・YouTube）- 主演・リサキ 役[28][4]
- 恋茶の作法（2017年3月27日、ネスレシアター・YouTube） - 主演・正田陽子 役[29]
- &美少女 NEXT GIRL meets Tokyo 第4話（2017年4月26日、FOD） - 主演・城戸摩耶 役[30]
- 星に願いを 第1話 「1人じゃなくなる日」（2018年1月11日、ネスレシアター・YouTube） - 主演・中野普子 役

### ウェブテレビ
- スウィートパワーガールズ写真集発売記念女子会！～松風理咲・竹内愛紗・長見玲亜～（2019年7月27日、AbemaTV）[31][32]

### 舞台
- A列車に乗っていこう（2019年7月20日 - 28日、東京芸術劇場 / 7月31日 - 9月1日、地方13都市） - そら 役[33]
- 私がオジサンになってた!?（2019年10月26・27日、原宿クエストホール） - 主演[注 1][34]
- androp ”music story” act1 〜Christmas Radio〜（2021年12月23日・24日、恵比寿ザ・ガーデンホール） - 主演

### CM
- 東京メトロ 「私を惹きつける池袋編」（2015年10月 - 12月）[35]
- ネスレ日本 「キットカット」（2016年）[注 2]

### 広告
- 総務省消防庁 秋の全国火災予防運動（2017年）[注 3]

### MV
- イトヲカシ
  - 「さいごまで」（2017年1月23日 - ）[38]
  - 「さいごまで」〜キットカットキャンペーンversion〜 （2017年1月26日 - ）
- サイダーガール 「パレット」兄友Ver.（2018年3月28日 - ）

## 書籍

### カレンダー
- 松風理咲 2018年カレンダー（2017年10月21日、トライエックス）[39][40]
- 松風理咲 2020年カレンダー（2019年10月12日、トライエックス）JAN 4968855202535[41]

### 写真集
- 理咲（2019年7月26日、東京ニュース通信社）ISBN 978-4-86336-950-4[42]

### 雑誌
- NEXTGIRL図鑑 2019（2018年11月19日、玄光社）ISBN 978-4-7683-1118-9[43]